# Angèle Bassolé-Ouédraogo
Angèle Bassolé-Ouédraogo, née le 8 février 1967 à Abidjan en Côte d'Ivoire, est une journaliste et poète canado-burkinabé.
Chercheuse à l'Université d'Ottawa, elle consacre sa thèse de doctorat à la poésie des femmes africaines d'expression française.

## Biographie

### Enfance et formations
Angèle Bassolé Ouédraogo passe son enfance et sa jeunesse à Abidjan. Elle obtient une Maîtrise en Lettres à l'Université de Ouagadougou, un Doctorat en Lettres à l'Université d'Ottawa et un Diplôme de Journalisme à l'Université de Montréal.

### Carrière
Elle entame sa carrière comme enseignante au Burkina Faso, et ensuite au Canada où elle réside depuis 1992.
Également chercheuse à l'Université d'Ottawa à l'Institut d'études féministes et de genre, sa thèse de doctorat est consacrée à la poésie des femmes africaines d'expression française.
Au début des années 2000, elle crée les Éditions Malaïka visant la promotion de la littérature africaine, et notamment burkinabé.
Angèle Bassolé-Ouédraogo a publié plusieurs poésies. Elle reçut le prix Trillium (en) de poésie en 2004, pour Avec tes mots, édité en 2003 aux Éditions Malaïka,. En 2008, Les Porteuses d'Afrique ! est finaliste au Prix du livre d’Ottawa. Bassolé-Ouédraogo a aussi publié dans le bi-hebdomadaire L'Événement (journal du Burkina Faso).
La poétesse se revendique féministe, qu'elle définit comme :
« Être féministe pour moi, c’est reconnaître son état, son identité de femme. C’est reconnaître que nous vivons dans un monde d’hommes et que nous devons travailler à l’égalité, à l’affirmation de nos droits. Je comprends la réaction des hommes, leur aversion face au féminisme. Mais pas celle des femmes. Les hommes pensent que le féminisme consiste à venir les évincer pour
prendre leur pouvoir.
Ce n’est pas une guerre des sexes, ce n’est pas une guerre contre les hommes. C’est un combat qui traduit les aspirations à de meilleures conditions de vie pour les femmes et pour les hommes. Il faut que les hommes et les femmes comprennent qu’on doit travailler ensemble. Il faut travailler à dépouilIer le féminisme du trop de préjugés qui l’entourent. Je travaille à la publication d’un
ouvrage sur le féminisme. Et l’idée est très bien accueillie. »

### Thèmes
Angèle Bassolé-Ouédraogo explore le thème de la liberté dans son premier recueil de poésie, Burkina Blues.
Avec tes mots est qualifié de littérature de combat par Frantz Fanon. Le poème interroge les dirigeants politiques africains, par une recherche approfondie de la langue, de l'histoire et des mythologies africaines. La poétesse emploie des figures de styles et un métalangage poétique pour déranger, perturber le lectorat et l'inviter à développer sa réflexion.
Son troisième ouvrage, Sahéliennes, paru en 2006, est un recueil de poésie dont le nomadisme est le thème transversal. Il est abordé tant du côté géographique que des vécus intimes des habitants et habitantes.
Dans Les Porteuses d'Afrique ! Angèle Bassolé-Ouédraogo rend hommage au matrimoine africain, dont les vers déclament les noms de femmes illustres. Elle y dénonce également un continent qui semble soumis aux violences politiques et sociales, et manifeste l'engagement de celles et ceux qui résistent. La forme du chant est employée ici, comme référence à la poésie traditionnelle.

## Œuvre

### Poésie
- Burkina Blues, Québec, Humanitas, 2000, 78 p. (ISBN 2-89396-196-7 et 978-2-89396-196-5, OCLC 465856064, BNF 38806731)
- Avec tes mots (préf. Jean-Claude Naba), Ottawa / Ouagadougou, Malaïka / Sankofa & Gurli Editions, coll. « Batik », 2003, 100 p. (ISBN 2-913991-23-8 et 978-2-913991-23-1, OCLC 319834107)
- Sahéliennes (postface Andrée Lacelle), Ottawa, L'Interligne, coll. « Fugues / Paroles », 2006, 80 p. (ISBN 2-923274-10-5 et 978-2-923274-10-2, OCLC 63467834)
- Les Porteuses d'Afrique !, Ottawa, Éditions L'Interligne, 2007, 66 p. (ISBN 978-2-923274-23-2 et 2-923274-23-7, OCLC 155849641)
- Angèle Bassolé-Ouédraogo, Yennenga, L'Interligne, 1er février 2012, 64 p. (ISBN 978-2-89699-030-6 et 2-89699-030-5, OCLC 937539707, lire en ligne)
- Angèle Bassolé-Ouédraogo, Cantate pour un Soleil libre, L'Interligne, 8 janvier 2014, 144 p. (ISBN 978-2-89699-413-7, lire en ligne)

### Article
- Angèle Bassolé-Ouédraogo, « D'Orphée à Prométhée: La poésie africaine au féminin », AFLIT,‎ 1998 (lire en ligne)
- Angèle Bassolé Ouédraogo, « Et les Africaines prirent la plume! Histoire d'une conquête », Mots pluriels, no 8,‎ octobre 1998 (lire en ligne )

### Traduction
- (pt) Angèle Bassolé-Ouédraogo, Mulheres do Sahel, Portugal, Europress, 76 p. (ISBN 9789725592823)